# Colotis ione
Colotis ione is een dagvlinder uit de familie van de Pieridae, de witjes. De vlinder is te vinden in de droge delen van Afrika ten zuiden van de Sahara.
De spanwijdte bedraagt 45 tot 50 millimeter.
De rups gebruikt planten uit de geslachten Maerua, Boscia, Capparis, Cadaba en Ritchiea als waardplanten.